# Sclerolaena stelligera
Sclerolaena stelligera är en amarantväxtart som först beskrevs av Ferdinand von Mueller, och fick sitt nu gällande namn av Surrey Wilfrid Laurance Jacobs. Sclerolaena stelligera ingår i släktet Sclerolaena och familjen amarantväxter. Inga underarter finns listade i Catalogue of Life.